# 아오키 미노루 (1934년)
아오키 미노루(일본어: 青木 稔, 1934년 9월 7일 ~ 2014년 12월 30일)는 일본의 전 프로 야구 선수이자 야구 지도자이다. 교토부 교토시 가미교구 출신이며 현역 시절 포지션은 투수였다.
1958년부터 1960년까지 등록명은 아오키 다카오(青木 孝夫)였다.

## 인물
도시샤 고등학교 시절인 2학년 때 1951년 하계 고시엔 교토부 예선 준결승전에 진출했지만 야마시로 고등학교에게 패하여 탈락했다. 그 후에도 교토부 예선에서 패하는 등 고시엔 대회에는 출전할 수 없었다. 졸업 후에는 도시샤 대학에 진학하여 1학년 때인 1953년 추계 리그에서 6승을 거두었다. 그 후 대학 동기인 구니마쓰 아키라, 이코 데루오 등과 함께 중심 투수로서 활약했다.
하지만 대학을 2년 만에 중퇴하고 구니마쓰와 함께 1955년 요미우리 자이언츠에 입단, 그 해에는 시즌 2승을 올렸고 7월에는 첫 선발 등판을 이뤘다. 이듬해 1956년에는 중간 계투로 기용됐지만 부진에 시달렸고, 그 후에는 등판 기회를 얻지 못했다.
1958년에는 긴테쓰 펄스로 이적했지만 1군에서의 등판은 없었고 이듬해 1959년에는 히로시마 카프로 이적했다. 히로시마 시절인 1960년에는 1경기에만 등판했고 그 해를 마지막으로 선수 생활을 은퇴했다.
2000년 4월부터 2002년 5월까지 사회인 야구 클럽팀 ‘올 고베 아베 클럽’ 감독을 지냈고 2014년 12월 30일에 향년 80세의 일기로 사망했다. 아오키가 사망할 당시 일본 프로 야구 OB 클럽에서 발행한 기관지 《OB NEWS》에서 사망했다는 사실을 전했다.

## 상세 정보

### 출신 학교
- 도시샤 고등학교
- 도시샤 대학(중퇴)

### 선수 경력
- 요미우리 자이언츠(1955년 ~ 1957년)
- 긴테쓰 펄스(1958년)
- 히로시마 카프(1959년 ~ 1960년)

### 지도자 경력
- 올 고베 아베 클럽(2000년 4월 ~ 2002년 5월)

### 등번호
- 26(1955년 ~ 1957년)
- 49(1958년)
- 29(1959년 ~ 1960년)

### 등록명
- 青木 稔(あおき みのる 아오키 미노루[*], 1955년 ~ 1957년)
- 青木 孝夫(あおき たかお 아오키 다카오[*], 1958년 ~ 1960년)

### 연도별 투수 성적
| 연 도      | 소 속      | 등 판 | 선 발 | 완 투 | 완 봉 | 무 4 구 | 승 리 | 패 전 | 세 이 브 | 홀 드 | 승 률 | 타 자 | 이 닝 | 피 안 타 | 피 홈 런 | 볼 넷 | 고 4 | 몸 맞 | 탈 삼 진 | 폭 투 | 보 크 | 실 점 | 자 책 점 | 평 자 책 | W H I P |
| ---------- | ---------- | ----- | ----- | ----- | ----- | ------- | ----- | ----- | -------- | ----- | ----- | ----- | ----- | -------- | -------- | ----- | ---- | ----- | -------- | ----- | ----- | ----- | -------- | -------- | ------- |
| 1955년     | 요미우리   | 12    | 3     | 0     | 0     | 0       | 2     | 1     | --       | --    | .667  | 104   | 27.2  | 21       | 1        | 10    | 0    | 0     | 16       | 0     | 0     | 6     | 5        | 1.63     | 1.12    |
| 1956년     | 요미우리   | 5     | 0     | 0     | 0     | 0       | 0     | 0     | --       | --    | ----  | 36    | 8.0   | 10       | 1        | 3     | 0    | 0     | 6        | 0     | 0     | 6     | 5        | 5.63     | 1.63    |
| 1960년     | 히로시마   | 1     | 0     | 0     | 0     | 0       | 0     | 0     | --       | --    | ----  | 21    | 4.0   | 6        | 1        | 2     | 0    | 0     | 3        | 0     | 0     | 3     | 3        | 6.75     | 2.00    |
| 통산 : 3년 | 통산 : 3년 | 18    | 3     | 0     | 0     | 0       | 2     | 1     | --       | --    | .667  | 161   | 39.2  | 37       | 3        | 15    | 0    | 0     | 25       | 0     | 0     | 15    | 13       | 2.95     | 1.31    |